# VinFast Vento
VinFast Vento là mẫu xe máy điện tay ga do VinFast thuộc VinGroup phát triển sản xuất và giới thiệu ra thị trường Việt Nam ngày 16 tháng 2 năm 2022.

## Tên gọi
- VinFast viết tắt của các từ:[2]
  - Việt Nam
  - Phong cách (chữ F đại diện âm Ph)
  - An toàn
  - Sáng tạo
  - Tiên phong
- Vento: trong tiếng Ý nghĩa là cơn gió phóng khoáng.

## Cấu hình
- Động cơ bên IPM với công suất tối đa 4.000W, danh định 2.200WW. Chống nước tiêu chuẩn IP67, tốc độ tối đa 80 km/h
- 2 Pin Li-ion (cell SamSung) kích thước 110x150x385,5 mm nặng 9,8 kg x 2, dung lượng 49,6AH/2 pin, thời gian sạc đầy 5~6 giờ, tuổi thọ còn lại 70% dung lượng sau 2.000 lần sạc xả; quãng đường đi được sau 1 lần sạc đầy 110 km. Chống nước tiêu chuẩn IP67
- Dài x Rộng x Cao 1863x691x1100 (mm)
- Khoảng cách trục bánh trước - sau 1329 mm
- Khoảng sáng gầm xe 145 mm
- Chiều cao yên 780 mm
- Kích thước lốp trước 90/90-12
- Kích thước lốp sau 120/70-12
- Khối lượng xe 116 kg
- Đèn pha LED Projector
- Đèn xi nhan/đèn hậu LED
- Thể tích cốp 17L
- Giảm xóc trước Lò xo ống lồng
- Giảm xóc sau Giảm xóc đôi
- Phanh trước Đĩa, ABS
- Phanh sau Đĩa

## Xem thêm

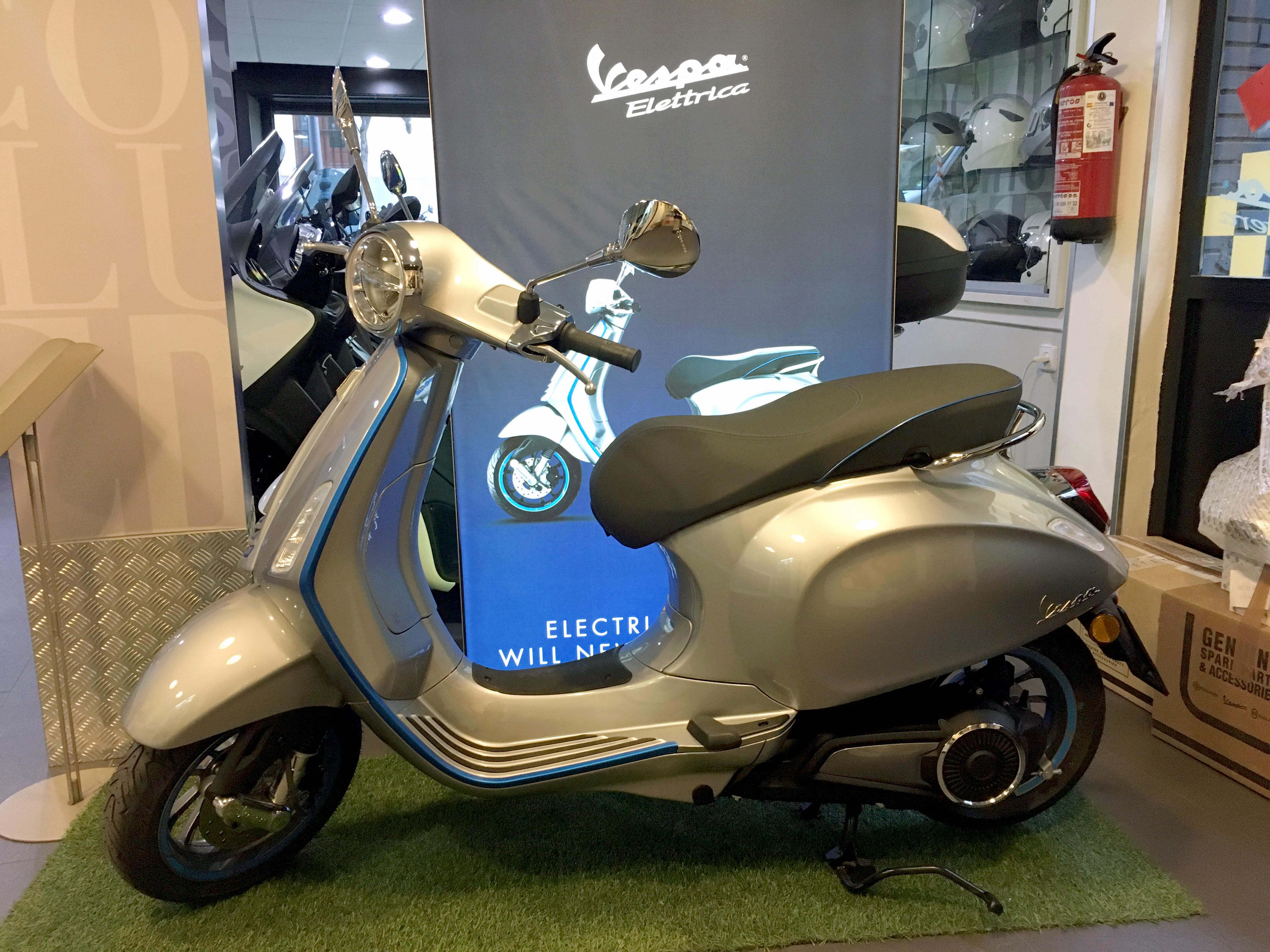
Vespa Elettrics

## Hình ảnh

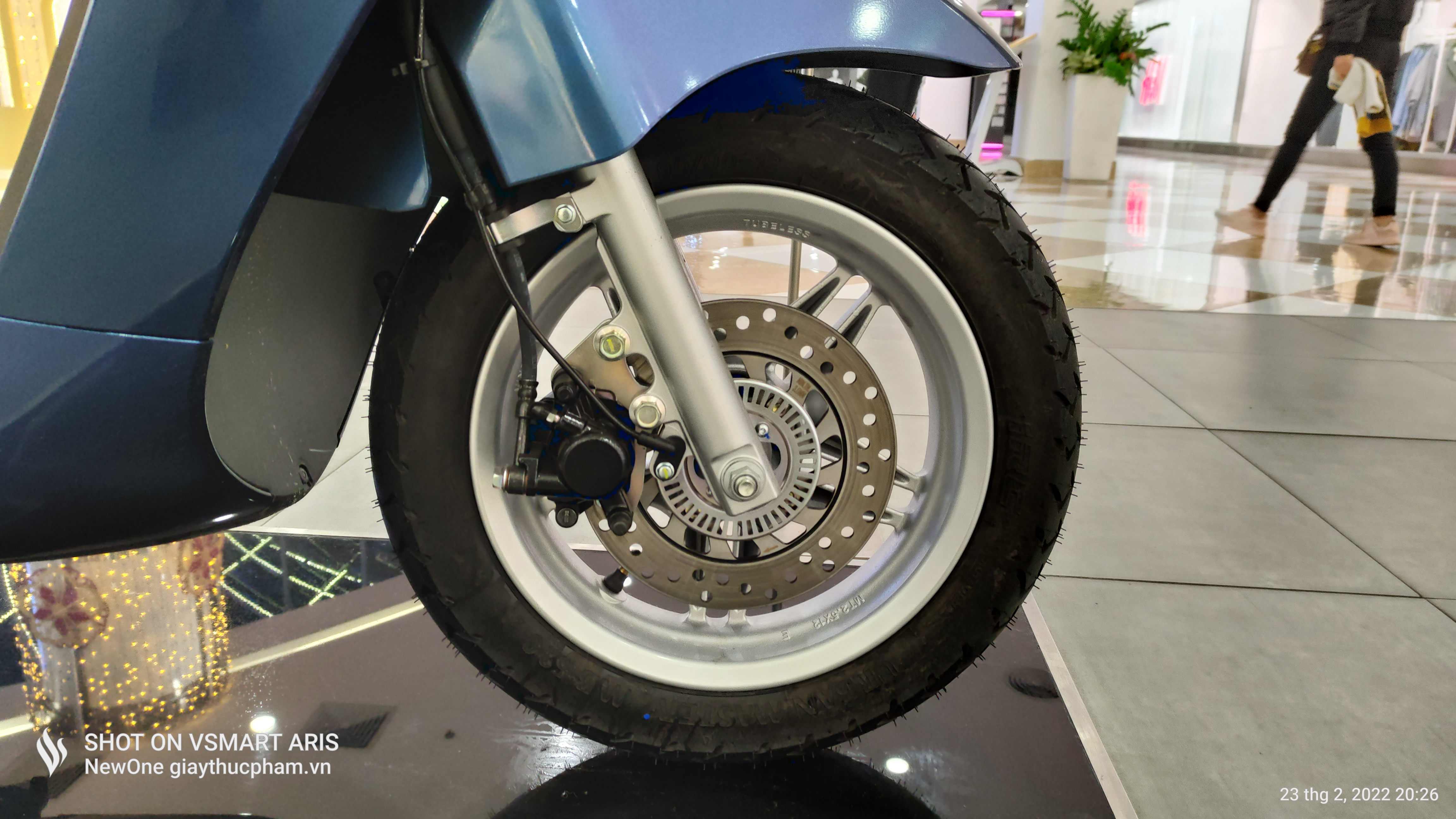
Bánh trước
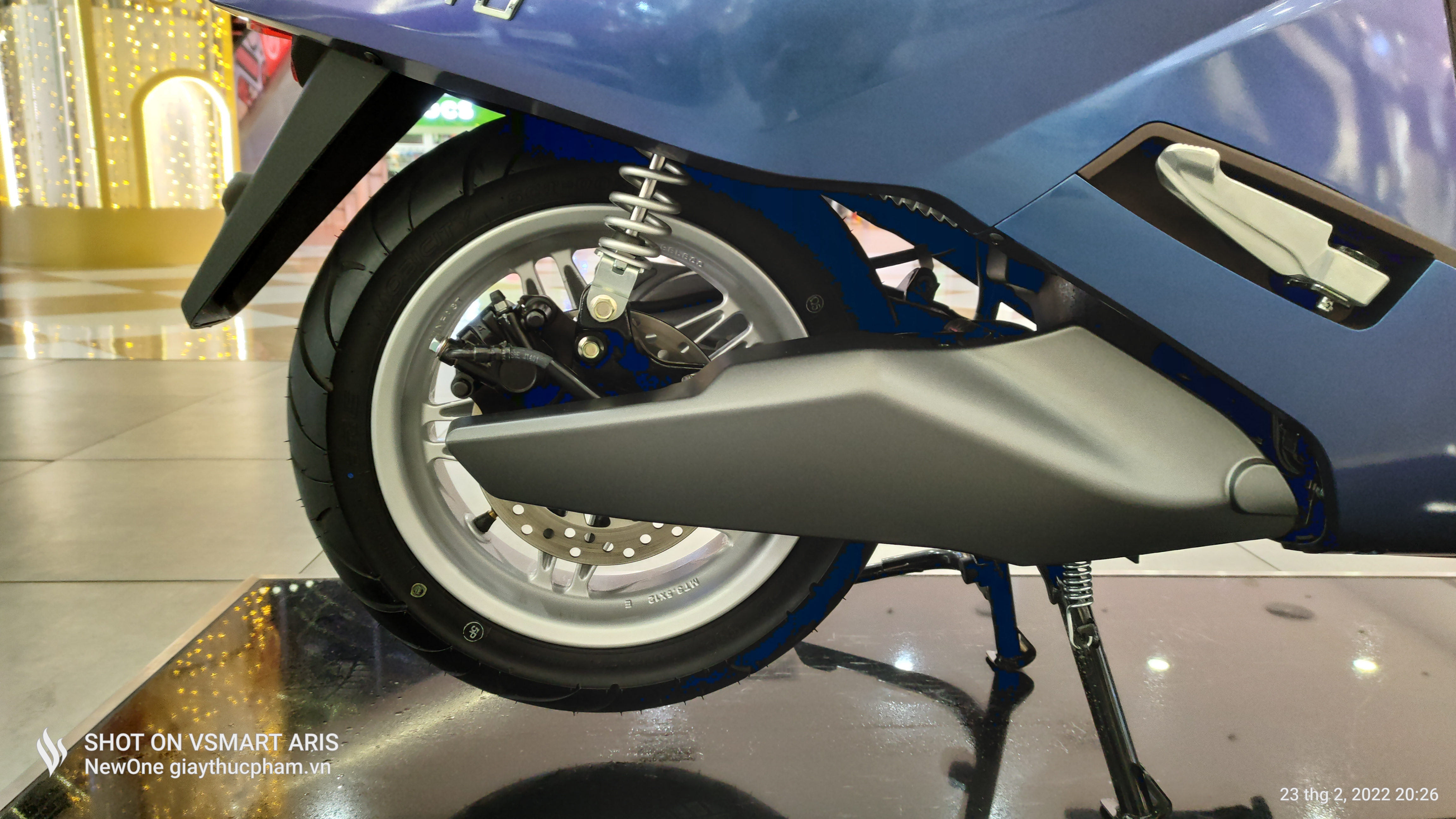
Bánh sau
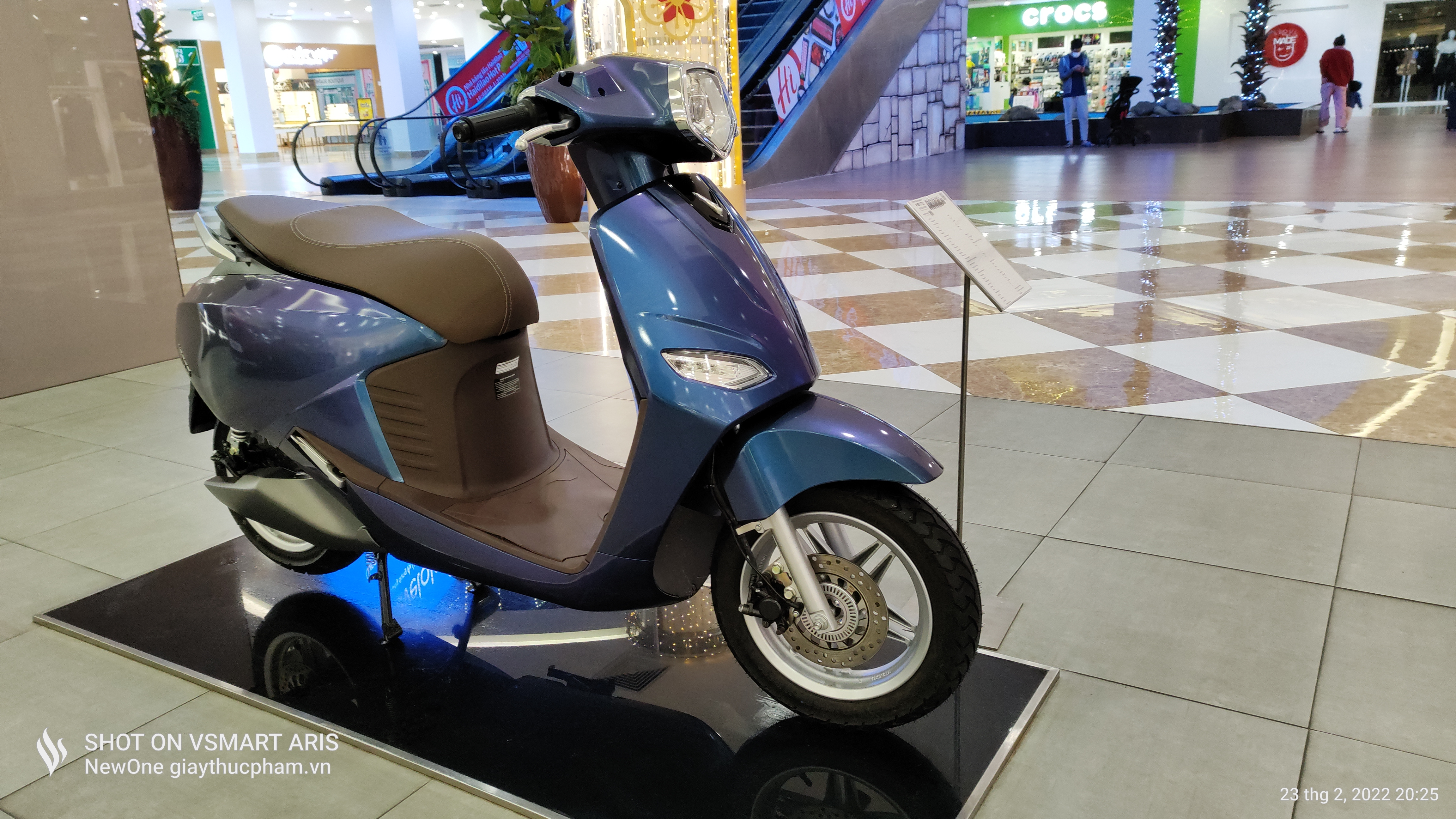
Góc phải phía trước
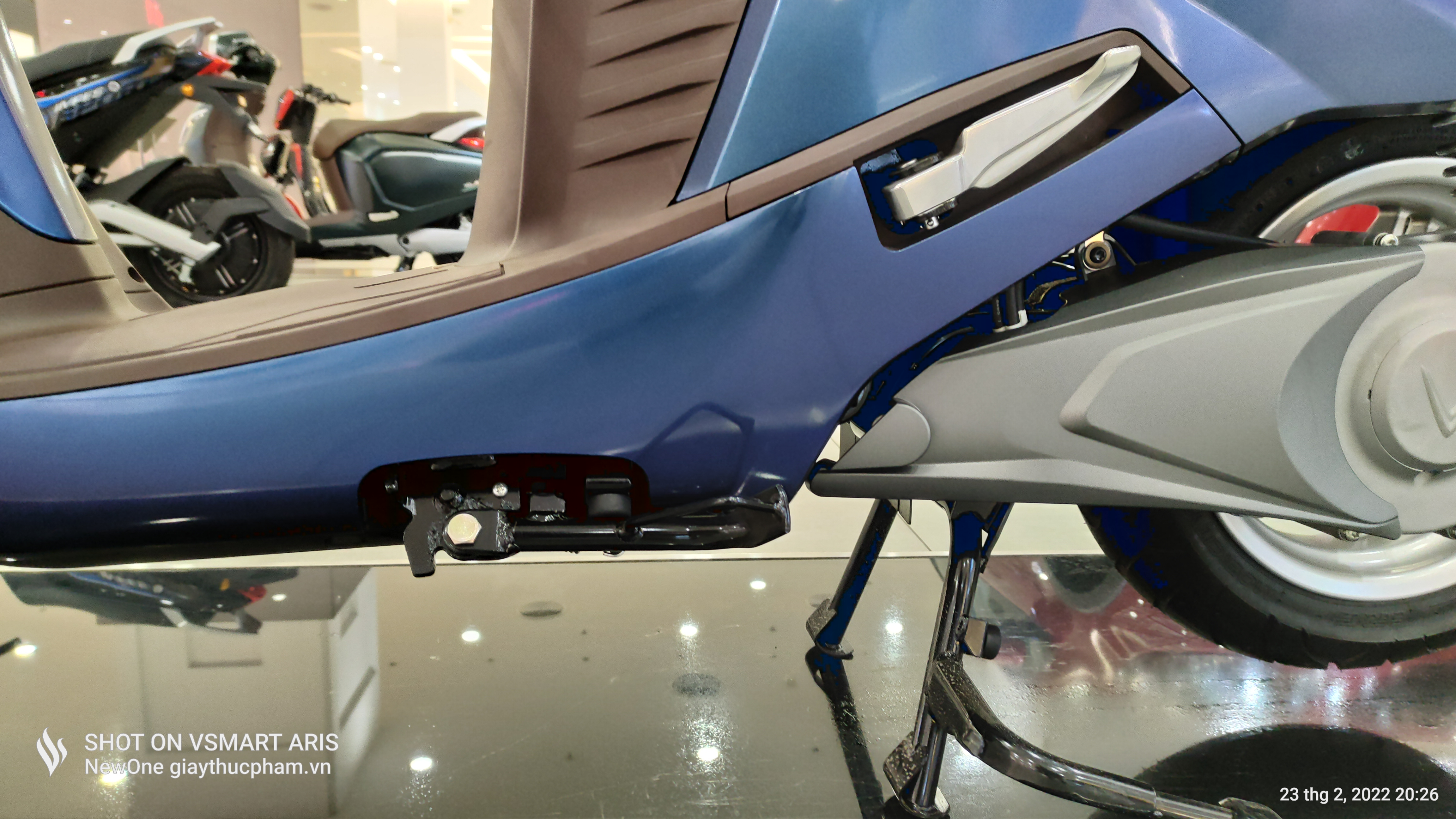
Chân chống
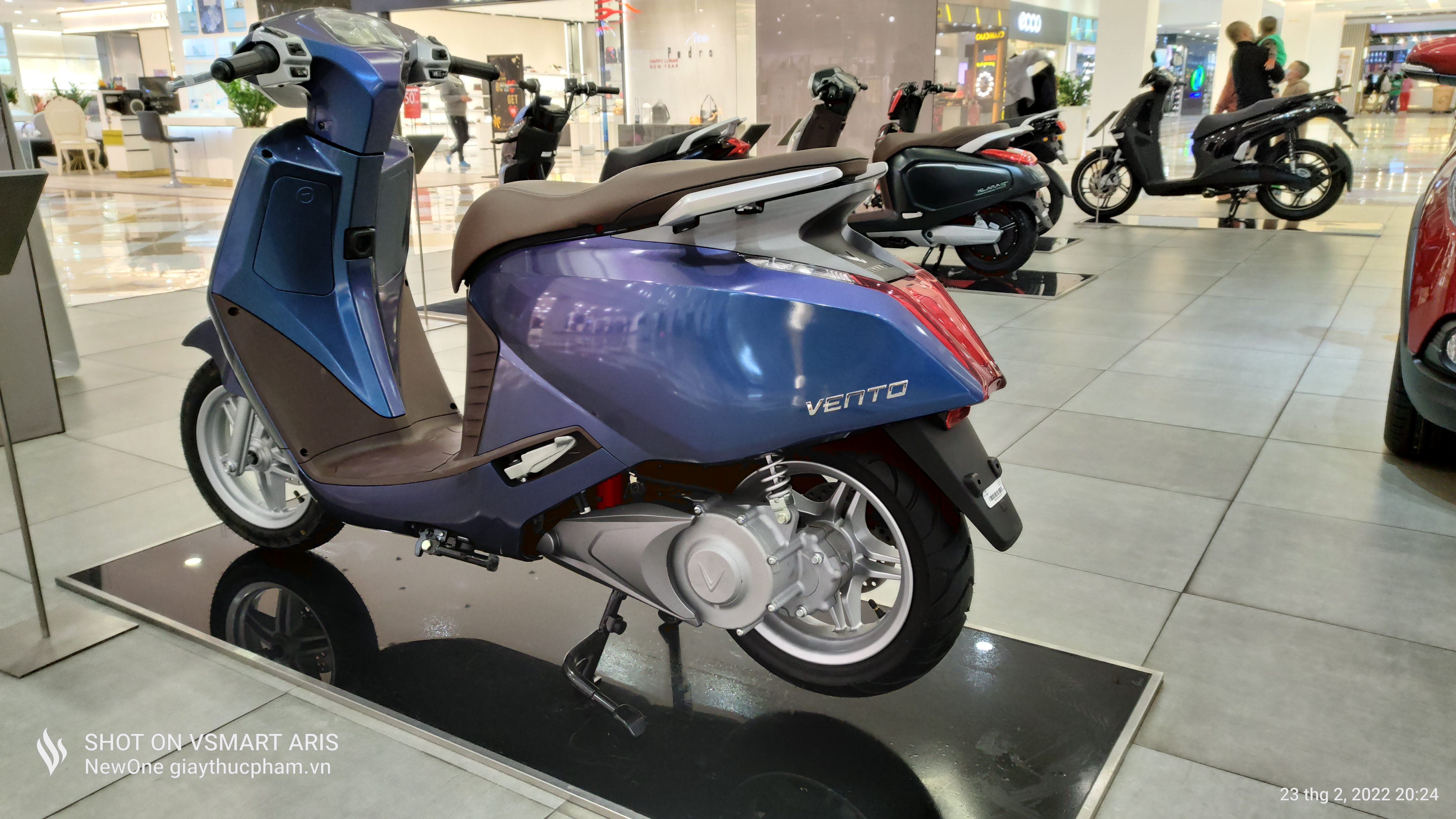
Góc trái phía sau
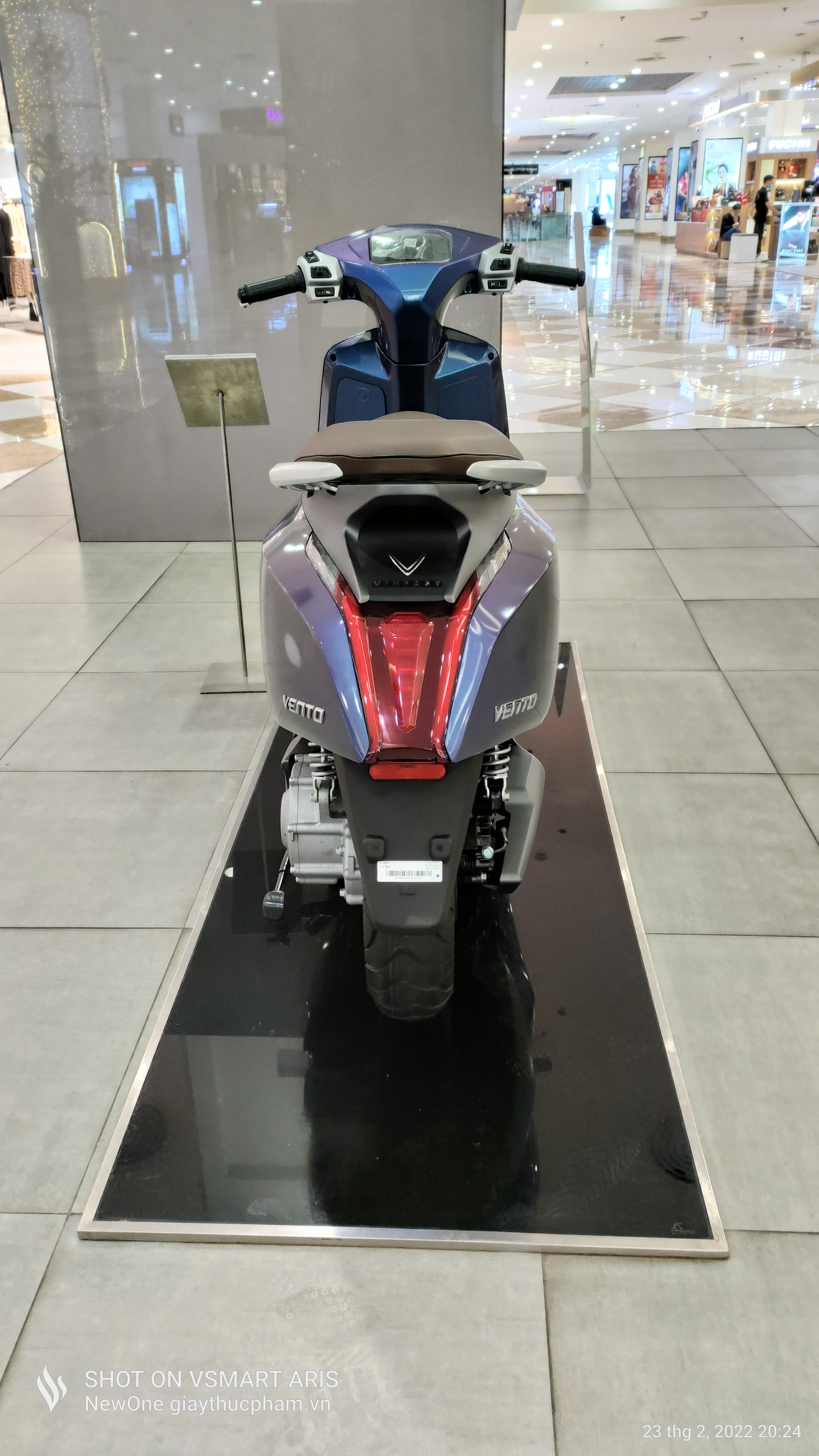
Dọc thân phía sau
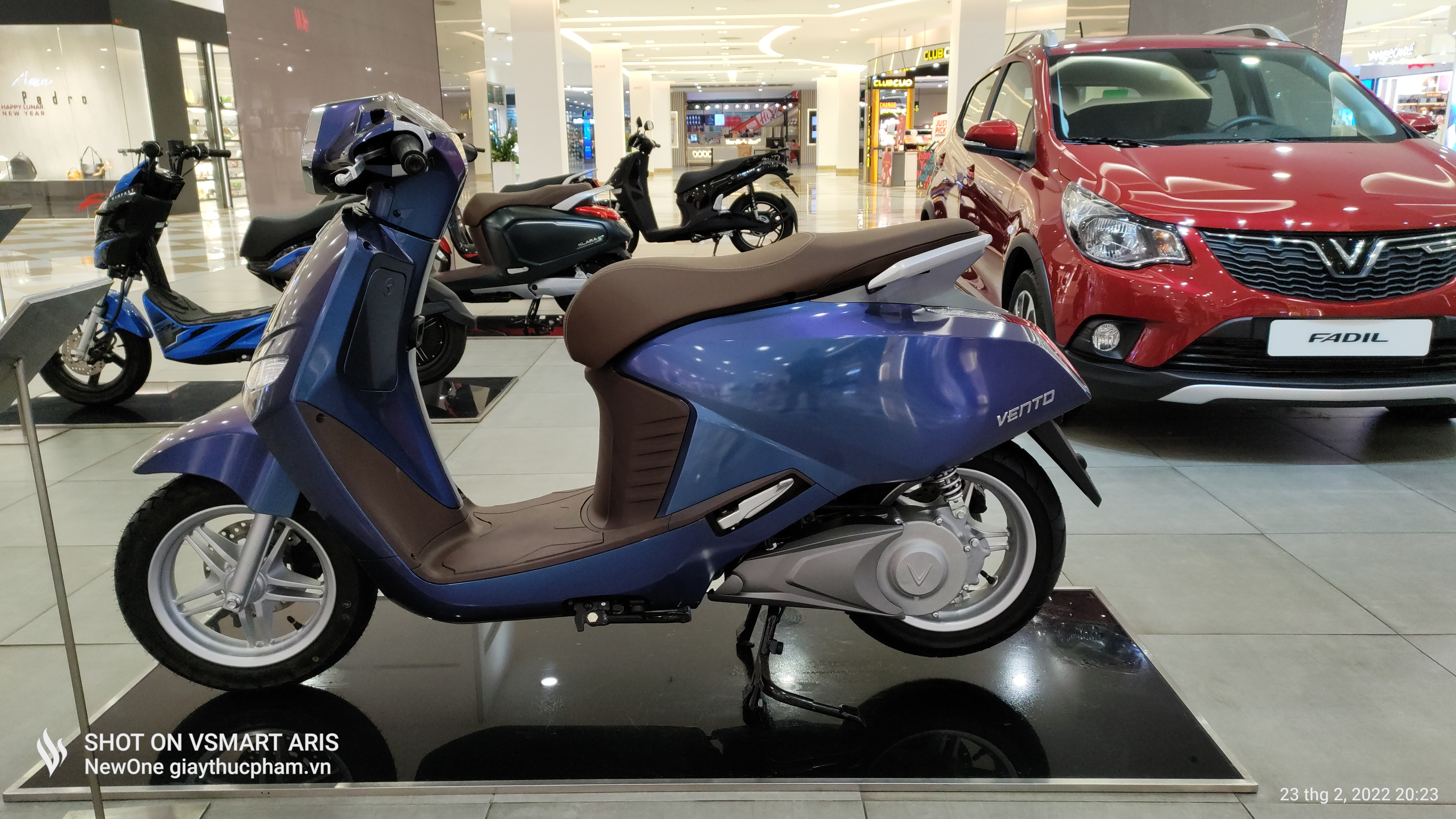
Mặt trái
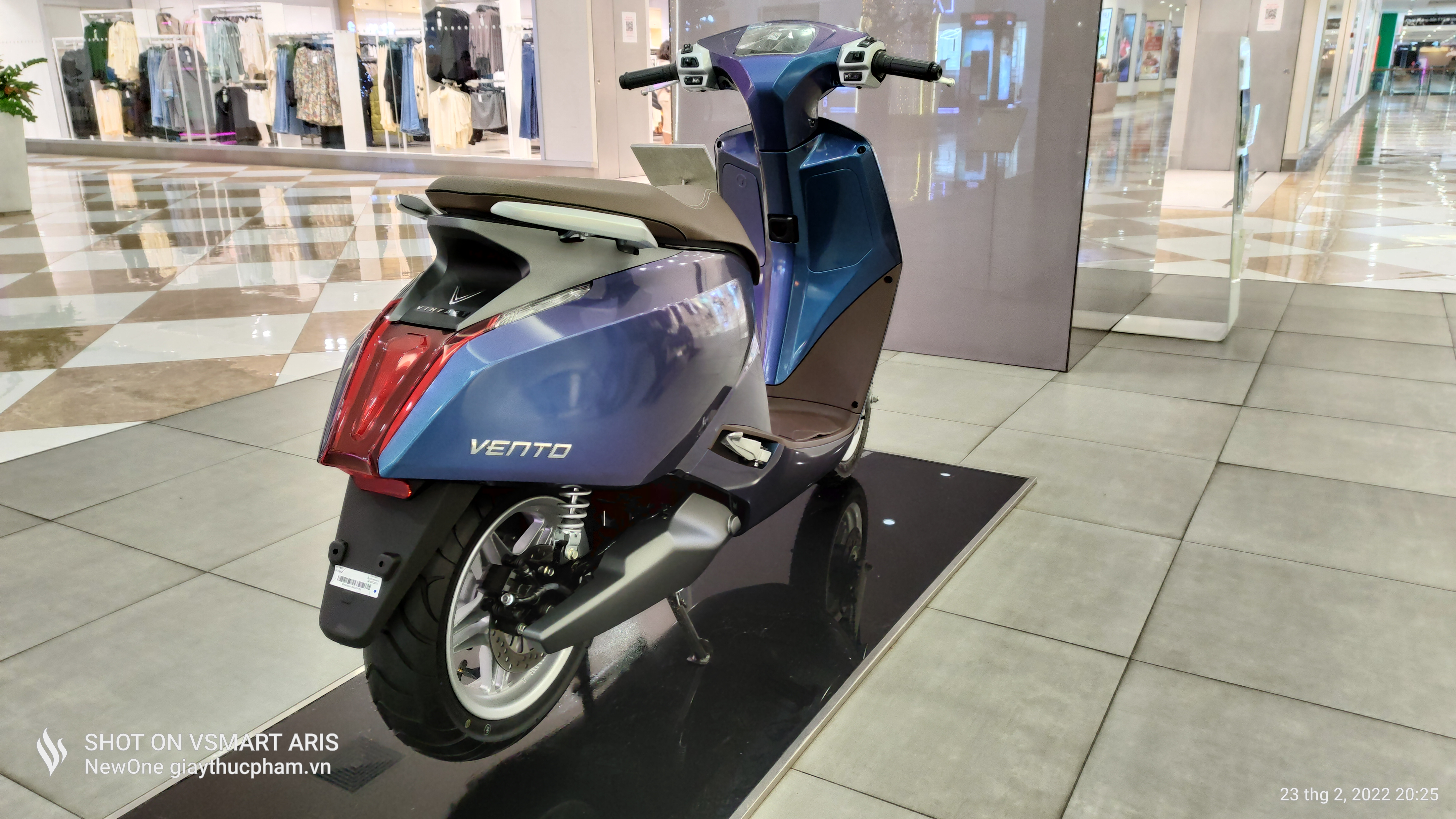
Góc phải phía sau
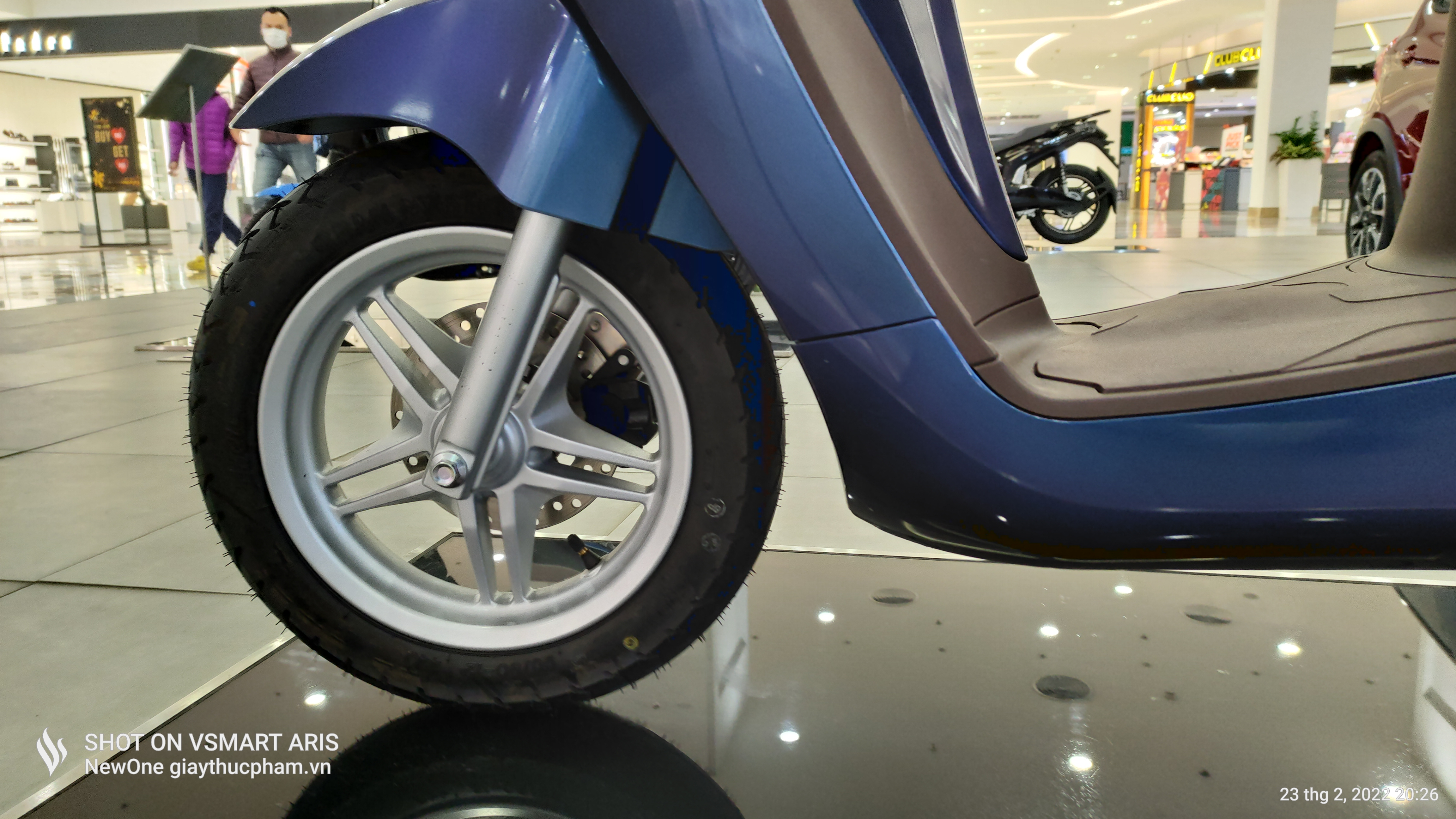
Bánh trước
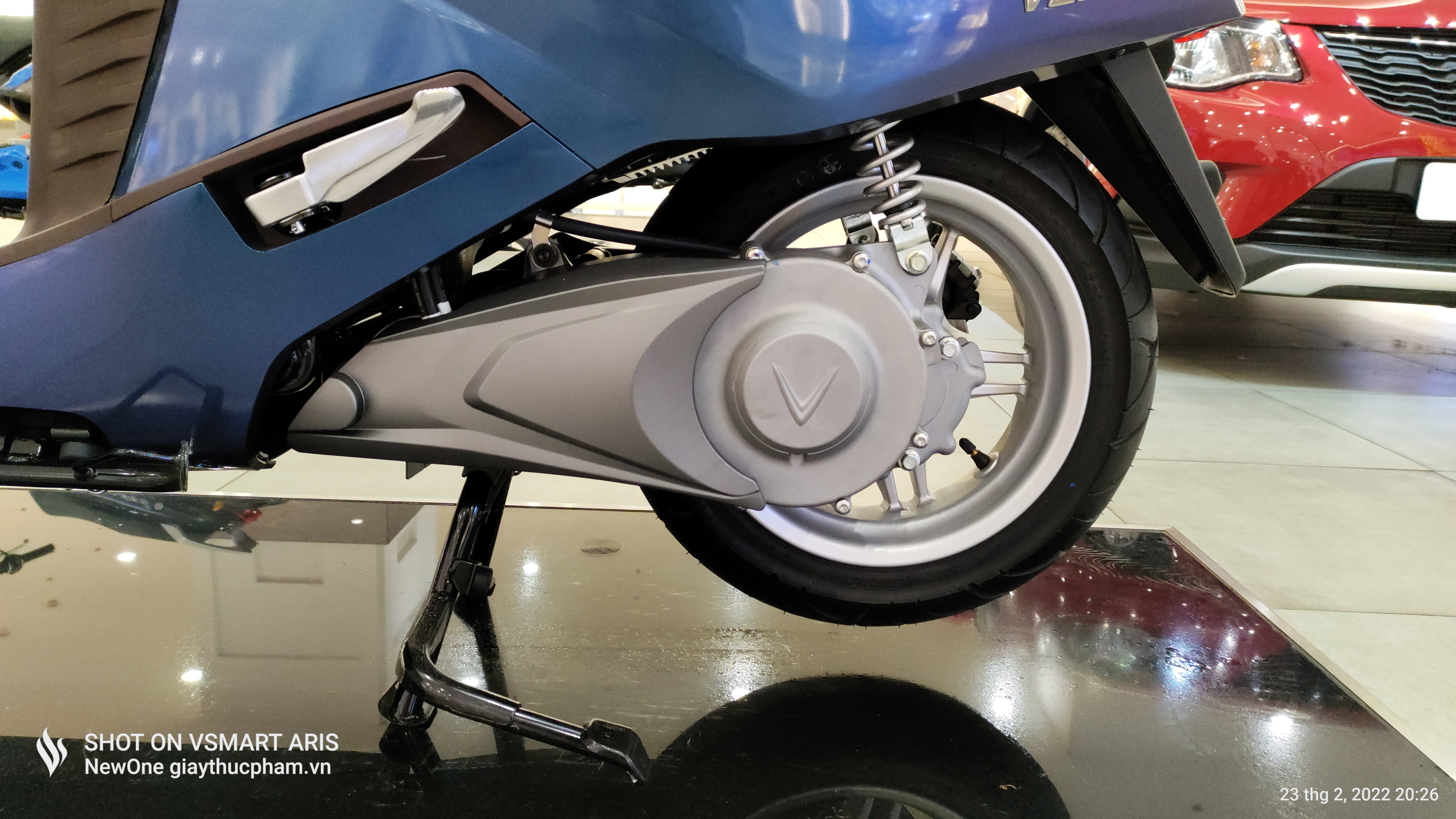
Bánh sau
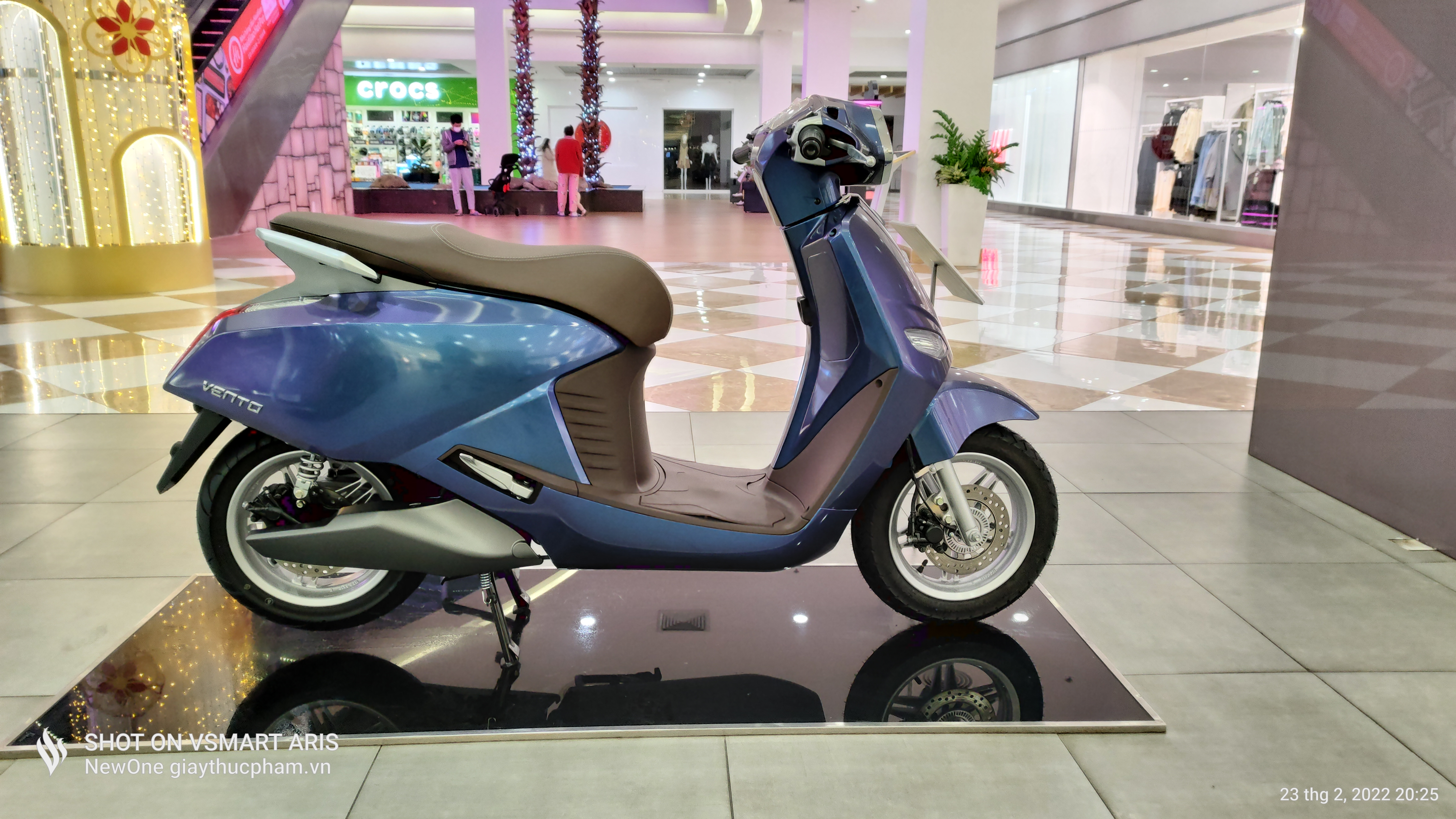
Mặt phải
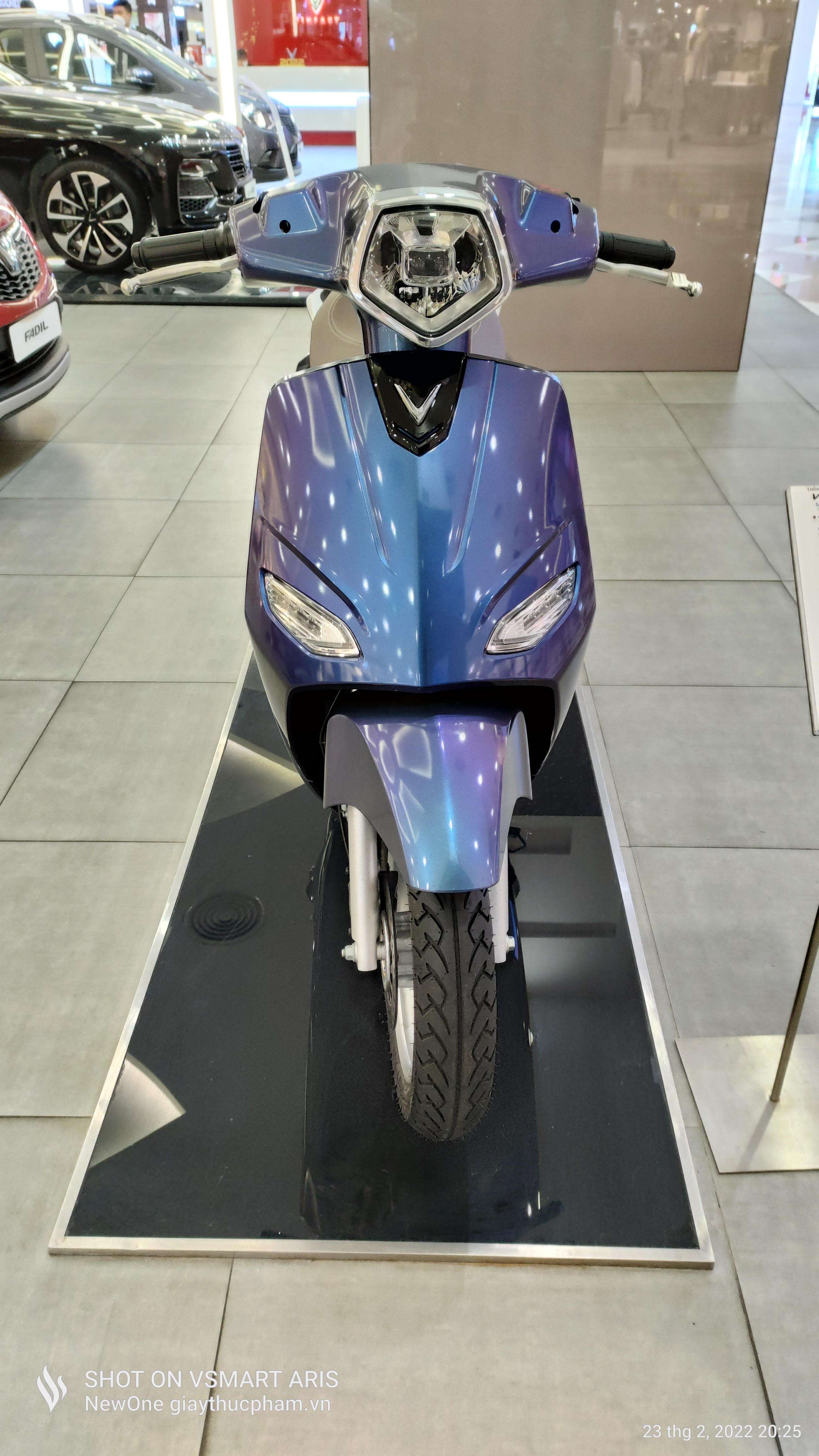
Mặt trước